# CMT Music
CMT Music (anteriormente CMT Pure Country) é uma rede americana de televisão paga e canal irmão do CMT. Faz parte da divisão ViacomCBS Domestic Media Networks da ViacomCBS. Ele exibe vídeos de música country, usando a mesma roda de programação de 8 horas que suas redes irmãs.

## História
A rede foi lançada como VH1 Country, um spin-off do VH1 voltado para a exibição de videoclipes de música country. O canal foi lançado em 1º de agosto de 1998 (antes da fusão das redes CBS, TNN e CMT com a Viacom), como parte de uma suíte de canais temáticos da MTV e VH1. Em 27 de maio de 2006, o canal foi rebatizado como CMT Pure Country, como parte de uma decisão de utilizar a marca CMT para toda a programação relacionada à música country.
Em 4 de janeiro de 2016, o nome da rede foi alterado para CMT Music. Além da adição de tags de vídeo de longa duração em todos os vídeos e novas imagens, nenhuma mudança significativa ocorreu na programação do canal. Em 2015, a rede descontinuou alguns blocos de videoclipes devido aos cortes orçamentários daquele ano em toda a Viacom, incluindo programadores de videoclipes.

## Programação
Atualmente, a exibe playlists com oito horas de vídeos com poucos blocos temáticos, como os nomeados e vencedores do CMT Music Awards. Como Pure Country, a rede apresentava blocos de programação de marca subdivididos por gêneros e períodos de tempo.